# Максимова Антоніна Михайлівна
Антоніна Михайлівна Максимова (рос. Антони́на Миха́йловна Макси́мова; 7 листопада 1916, Тула, Російська імперія — 4 жовтня 1986, Москва, Російська РФСР) — радянська і російська актриса театру і кіно. Заслужена артистка РРФСР (1969).
Закінчила Державний інститут театрального мистецтва (1938) в Москві. Працювала у театрах, а з 1947 р. — у Театрі-студії кіноактора.
У кіно виконала більше п'ятдесяти ролей.

## Вибрана фільмографія
1. 1934: «Петербурзька ніч» — студентка-нігілістка
2. 1936: «Зорі Парижа» — Катріна Міляр
3. 1939: «Моряки» (українська стрічка) — Галина Зоріна
4. 1948: «Суд честі»  — Ольга Верейська, доцент, дочка академіка
5. 1948: «Мічурін»  — художниця
6. 1955: «Таємниця двох океанів» — Бистрих Ольга Іванівна, лікар
7. 1955: «Отелло» — Емілія
8. 1959: «Балада про солдата» — Катерина, мати Альоші
9. 1959: «Чорноморочка» (українська стрічка) — епізод
10. 1960: «Прощавайте, голуби» — епізод
11. 1960: «Каток і скрипка» — мама Саши
12. 1961: «Любушка» — дама на бігах
13. 1962: «Суд» — епізод
14. 1963: «Приходьте завтра...» (українська стрічка) — Наталія, наречена Миколи
15. 1963: «Бухта Олени» (українська стрічка) — Віра Павлівна
16. 1965: «Сплячий лев» — Софія Михайлівна
17. 1965: «Дзвонять, відчиніть двері» — Віра Вікторівна Іванова
18. 1966: «Бережись автомобіля» — актриса народного театру
19. 1967: «Твій сучасник» — Єлизавета Кіндратівна
20. 1970: «Поштовий роман» (українська стрічка) — Марія Павлівна
21. 1970: «Секретар парткому» — Задорожна
22. 1971: «Хлопчики» — Віра Іванівна
23. 1971: «Офіцер запасу» — Іоанна Павлівна Євдокимова
24. 1972: «Зимородок» — дружина командира
25. 1973: «Неймовірні пригоди італійців у Росії» — жінка, що лежить на лавочці
26. 1975: «Концерт для двох скрипок» — мати Андрія
27. 1975: «Як гартувалася сталь» (українська стрічка)  — Катерина Михайлівна Корчагіна, мати Павки
28. 1975: «Це ми не проходили» — Галина Петрівна, завуч школи
29. 1977: «Дівчинко, хочеш зніматися в кіно?» — епізод
30. 1980: «Ленін в Парижі» — Лаура Лафарг
31. 1980: «Бажаю успіху» — мати Петра